# Down on Us
Down on Us, conosciuto anche come Beyond the Doors, è un film statunitense del 1984 diretto da Larry Buchanan in cui si teorizza che le rockstar Jim Morrison, Janis Joplin e Jimi Hendrix siano stati assassinati dal governo statunitense.

## Trama
Jim Morrison, Janis Joplin e Jimi Hendrix sono tre giovani artisti musicali di fama internazionale. Il governo degli Stati Uniti ritiene che il messaggio che le tre rockstar diffondono con le loro canzoni sia negativo per le nuove generazioni ed organizza una squadra di sicari per ucciderli e per far apparire le loro morte come decessi avvenuti per abuso di droghe.

## Produzione
Il film è una produzione a basso costo prodotta dalla Omni Leisure International e diretta dal regista di B.Movie Larry Buchanan. Il film non utilizza le canzoni originali degli artisti ritratti a causa delle elevate royalty.

## Promozione
La tagline, presente sulla locandina, è: "Their music got them killed... young!" ("La loro musica li portò ad essere uccisi... giovani!").